# Saint-Étienne-de-Boulogne
Saint-Étienne-de-Boulogne település Franciaországban, Ardèche megyében. Lakosainak száma 404 fő (2022. január 1.). Saint-Étienne-de-Boulogne Gourdon, Saint-Laurent-sous-Coiron, Saint-Michel-de-Boulogne, Saint-Priest és Vesseaux községekkel határos.

## Népesség
A település népessége az elmúlt években az alábbi módon változott:
| Lakosok száma | 280  | 255  | 240  | 337  | 388  | 393  | 404  | 413  | 414  | 404  |
|               | 1968 | 1982 | 1990 | 2006 | 2013 | 2015 | 2017 | 2019 | 2020 | 2022 |